# Pajar Bulan (Kisam Tinggi)
Pajar Bulan is een bestuurslaag in het regentschap Ogan Komering Ulu Selatan van de provincie Zuid-Sumatra, Indonesië. Pajar Bulan telt 381 inwoners (volkstelling 2010).